# Elizabeth Parsons
Elizabeth Parsons (* 10. Februar 1846 in London, England; † 1. März 1924 in Lower Hutt, Neuseeland) war eine neuseeländische Sängerin.

## Frühes Leben
Elizabeth Widdop wurde am 10. Februar 1846 als drittes von vier Kindern der Eheleute Hannah Byatt und William Widdop, einem Kutscher, in London geboren. Über ihre Kindheit und Schulbildung ist nichts bekannt. Die Familie verließ am 25. Juni 1855 über Gravesend England um nach Neuseeland auszuwandern.

## Neuseeland
Die Familie reiste zunächst mit der Bark William und anschließend mit der Bark Jane und erreichte Wellington am 1. Dezember 1855. Bis 1855 lebte die Familie im Stadtteil Wellington Terrace und zog dann später in den Stadtteil Thorndon, nördlich des Stadtzentrums. In Thorndon war Elizabeth, die über eine ausgeprägte Sopranstimme verfügte, Mitglied des Chors der St. Paul's Church. Dort lernte sie den Bauunternehmer und späteres Mitglied des City Council von Wellington (1890–1893), William Frederick Parsons, kennen, mit dem sie ein gemeinsames Interesse an der Musik verband. Sie heirateten am 7. Mai 1864 in ihrer Kirche. Aus der Ehe gingen zwölf Kinder hervor.

## Musikalische Karriere
Obwohl Elizabeth über keine musikalische Ausbildung verfügte, sang sie über 30 Jahre lang auf allen wichtigen musikalischen Veranstaltungen in der Stadt und galt als eine herausragende Persönlichkeit in der Musikszene Wellingtons. Sie sang bereits in einem Alter von 15 Jahren als Solosolistin in einem Oratorium, trat 1860 der ersten Wellington Choral Society bei und 1861 dem Chor von St. Paul's. Regelmäßige Auftritte im Theatre Royal standen ebenso auf ihrem Programm, wie Auftritte mit der Wellington Festival Choral Society, den Orchestral and Harmonic Societies, dem Musical Festival und der Musical Union. Auch sprang sie ein, wenn andere Solisten erkrankt waren und sang um Geld für wohltätige Zwecke zu sammeln. Am 16. Dezember 1896 gaben Elizabeth zusammen mit ihrer Familie ein „großes Konzert“ auf der Wellington Industrial Exhibition.
Am 15. März 1898 gab Elizabeth im Grand Opera House in Wellington ein Abschiedskonzert, da die Familie beabsichtigte für die musikalische Ausbildung ihrer Töchter nach England zu gehen. Auch legte sie dafür ihre 37-jährige Mitgliedschaft im St Paul's Pro-Cathedral Choir nieder. Der Chor und die Stadt Wellington honorierten ihre Arbeit zum Abschied entsprechend.

## England
In London lebte die Familie im Stadtteil Chelsea. Während ihre beiden Töchter getrennt voneinander das Royal College of Music und die Guildhall School of Music besuchten, erkrankte Elizabeth an Tuberkulose und musste sich einer Lungenoperation unterziehen. Um ihre Gesundheit zu schonen kehrte die Familie im Jahr 1902 nach Neuseeland zurück.

## Neuseeland
Zurück in Neuseeland hatte Elizabeth ihren letzten großen öffentlichen Auftritt am 7. Dezember 1904 bei der Eröffnung der Stadthalle in Wellington. Am 1. März 1924 verstarb Elizabeth Parsons im Alter von 78 Jahren in Lower Hutt.